# Paka (gmina Vitanje)
Paka – wieś w Słowenii, w gminie Vitanje. W 2018 roku liczyła 263 mieszkańców.